# Slavko Remenarić
Slavko Remenarić (Bjelovar, 15. srpnja 1959.), glazbenik
Od 1974. s Mladenom Puljizom proizvodi glazbu i tekstove u sastavu koji mijenja imena da bi 1976. dobio ime Boa.
U Boi piše glazbu i isključivi je autor tekstova. Od 1978. svira na istom modelu Gibson Les Paul gitare.
Godine 2017. u izdanju nakladničke kuće "Oceanmore" izdaje zbirku pjesama pod naslovom "Dnevnik putovanja, skice ostanka."
Godine 2018. napušta grupu Boa, koja nakon toga mijenja ime u Boa II. Nakon toga posvećuje se radu na vlastitim projektima.
Od 2019. radi na glazbenom projektu "Million", nazvanom po kultnoj pjesmi s prvog albuma grupe Boa. U tom projektu je autor glazbe i stihova, svira većinu instrumenata. Na prva dva singla, uspješno je surađivao s pjevačem Ernestom Ivkovićem, a na trećam preuziuma ulogu pjevača, ali ne trajno, jer je jedna od svrha projekta raznolikost.
U 2020. godini za izdavački kuću "Menart" izdaje tri singla - "Nisam dobar", "Statist" u suradnji s Alejuandrom Buendijom, aka Sašom Antićem iz TBF-a te "Pjesnici šute". Ta pjesma je popraćena art videom poznatog umjetnika Ivana Marušića Klifa.
Godine 2021., „Million” projekt izdaje još 3 singla, kao i album.
Stalni suradnik na projektu je poznati hrvatski producent Zvonimir Dusper Dus.
Po profesiji je diplomirani pravnik, a radio je u državnom odvjetništvu, odvjetništvu i Ministarstvu pravosuđa, Hrvatskoj javnobilježničkoj komori te je sada javni bilježnik.
Sa suprugom Dianom Remenarić surađuje s Multimedijalnim institutom u Zagrebu na lokalizaciji Creative Commons licence za Hrvatsku.